# Callicostella torrentium
Callicostella torrentium är en bladmossart som beskrevs av Brotherus 1907. Callicostella torrentium ingår i släktet Callicostella och familjen Hookeriaceae. Inga underarter finns listade i Catalogue of Life.